# Жид, Андре
Андре́ Поль Гийо́м Жид (фр. André Paul Guillaume Gide; 22 ноября 1869, Париж — 19 февраля 1951, там же) — французский писатель, прозаик, драматург и эссеист, оказавший значительное влияние не только на французскую литературу XX века, но и на умонастроения нескольких поколений французов. Лауреат Нобелевской премии по литературе (1947).

## Биография
Андре Жид родился в Париже в состоятельной протестантской семье. Его отец, Поль Жид, преподавал римское право в Парижском университете и был потомком итальянца Джидо, ещё в XVI веке переселившегося из Пьемонта в Прованс и тогда же принявшего кальвинизм. Мать, Жюльет Рондо, также принадлежала к протестантской семье (отказавшейся от католицизма в конце XVIII века), — будущий писатель получил вполне пуританское воспитание, которое уже в детстве вызвало у него внутренний протест. В 1880 году умер его отец, и с 11 лет Андре Жид находился на попечении матери и тёток; как считал он сам, эта сугубо феминистская, к тому же пуританская среда существенным образом повлияла на его психологическое развитие и определила его сексуальную ориентацию.
Именно в этой среде Андре Жид встретил свою первую любовь — Мадлен Рондо, приходившуюся ему двоюродной сестрой, — и посвятил ей своё первое сочинение, «Записные книжки Андре Вальтера» (фр. Les Cahiers d’André Walter), изданное в 1890 году. В 1891 он сделал кузине предложение, но получил отказ; лишь в 1895 году Мадлен согласилась выйти за него замуж.
«Записные книжки Андре Вальтера» не имели успеха у читателей, но принесли Жиду некоторую известность в литературных кругах и открыли ему двери литературных салонов. Он был представлен Стефану Малларме, мэтру французского символизма, и Полю Валери, который вдохновил его на написание «Трактата о Нарциссе».
В 1896 году Жид стал мэром Ла-Рока, но продолжал заниматься литературной деятельностью. Внимание критики он впервые привлёк опубликованным в апреле 1897 года сочинением в ритмической прозе, близком к жанру лирического дневника «Яства земные» (фр. Nourritures terrestres), в котором гедонистическая доктрина обрела, как считал впоследствии сам автор, несколько гипертрофированные формы (в следующем году Жид написал драму «Саул», в которой осудил эгоистические инстинкты). «Яства земные», по популярности затмившие все остальные сочинения Жида, оцениваются специалистами как произведение, оказавшее самое глубокое влияние на умонастроения нескольких поколений французов; но это влияние обнаружилось значительно позже: чтобы продать первый тираж его поэмы в прозе (1650 экземпляров), потребовалось 18 лет. Первые пятнадцать книг Жиду пришлось издавать за свой счёт и малыми тиражами; лишь повесть «Тесные врата», изданная в 1909 году, принесла в то время уже сорокалетнему писателю настоящую известность.
Целиком посвятив себя литературе (что позволяло ему отцовское наследство), Жид долгое время не интересовался социальными вопросами, лишь в 1920-х годах его позиция изменилась. После длительного путешествия по Экваториальной Африке он опубликовал две книги — «Путешествие в Конго» (1927) и «Возвращение из Чада» (1928), — в которых выразил своё возмущение порядками, царящими во французских колониях. Книги вызвали скандал и спровоцировали обсуждение в парламенте вопроса о проводимой в колониях политике. В 1937 году Жид вспоминал: «Пока я путешествовал по французской Экваториальной Африке, сопровождаемый местными чиновниками, всё вокруг казалось мне почти изумительным. Я начинал видеть окружающее более ясно, лишь когда покидал машину губернатора». Его увлечение социализмом в 1930-х годах закончилось в 1937 жесточайшим разочарованием, и с тех пор Жид предпочитал воздерживаться от любой общественной деятельности.

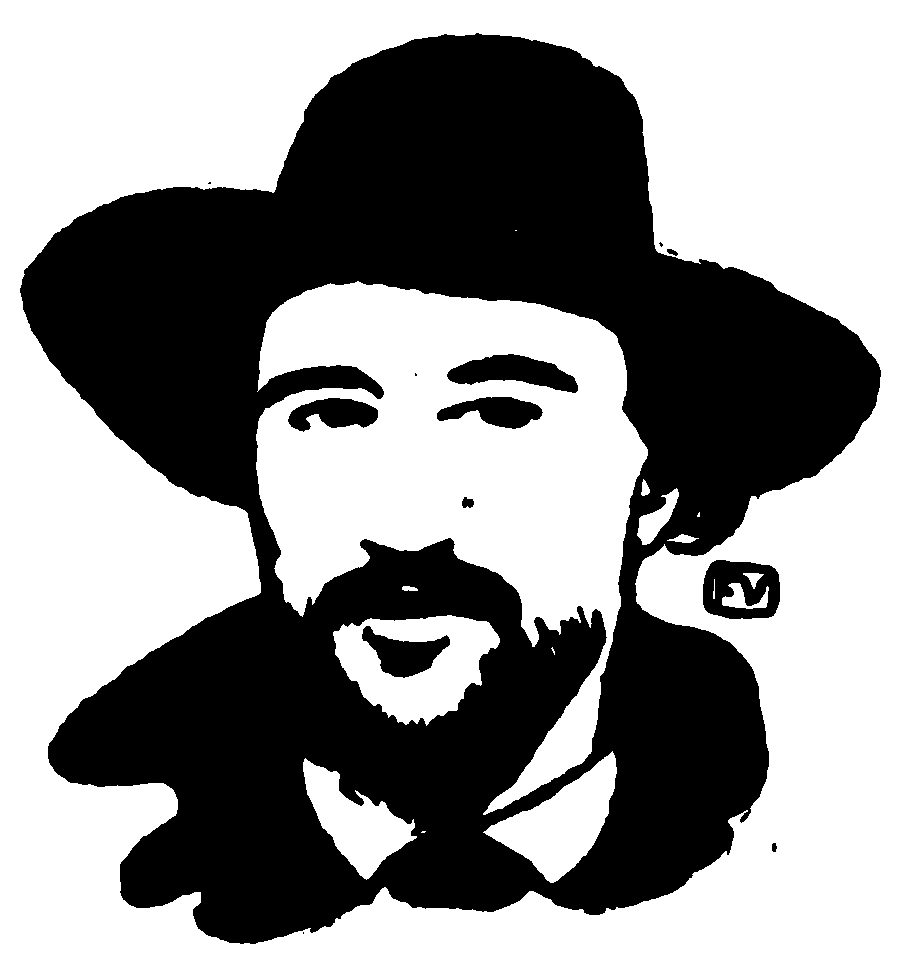
Феликс Валлотон. Портрет Андре Жида в Книге масок Реми де Гурмона, 1898

Сложными были и его отношения с религией, — Жида называют «самым моральным из имморалистов» и даже причисляют к традиции французских моралистов, восходящей к XVII столетию. После Первой мировой войны он отрёкся от нарциссизма, но продолжал ставить под сомнение все расхожие истины, унаследованные от XIX века. «Католичество, — говорил Жид, — недопустимо, протестантство невыносимо, и тем не менее я ощущаю себя истовым христианином». Известно и другое его высказывание: «Нет разницы между Богом и собственным счастьем».
В 1940 году аргументация маршала Петена, призывавшего французов смириться с немецкой оккупацией, поначалу показалась Жиду убедительной; он продолжал своё давнее сотрудничество с «Nouvelle Revue française» — крупнейшим литературным журналом, ставшим теперь коллаборационистским, но вскоре порвал с ним и уехал в Тунис, где оставался до окончания войны. В Тунисе был написан «Тесей», ставший последним крупным произведением писателя. После войны Жид издал книгу эссе «Осенние листья» (1949), но в основном предпочитал иные формы литературной деятельности: переработал для сцены «Процесс» Франца Кафки, выпустил антологию французской поэзии. C 1889 года Жид вёл обстоятельный дневник, который насчитывает более миллиона слов и отражает эволюцию взглядов писателя на протяжении 60 лет его жизни; первый том дневника был издан в 1939 году, третий — за год до смерти писателя.
Андре Жид умер в Париже 19 февраля 1951 года и был похоронен в Кювервиле рядом с женой, умершей в 1938 году.

### Андре Жид и СССР
В первой половине 1930-х годов Андре Жид, как и многие представители западной интеллигенции, с интересом относился к СССР. В те годы, вплоть до подписания пакта Молотова — Риббентропа, Советский Союз многим казался главным, если не единственным, оплотом против захватывающего Европу фашизма. В своём дневнике Жид записал: «Сердцем, темпераментом, мыслями я всегда был коммунистом». Он неоднократно выступал в поддержку СССР, где его причисляли к многочисленным в то время «друзьям СССР». В 1935—1936 годах было издано собрание его сочинений в четырёх томах. При этом отношение Жида к советскому опыту было далеко не однозначным:

Поскольку опыт всего СССР имеет исключительное значение, — писал Жид в своём дневнике, — я всем своим сердцем желаю, чтобы он удался и чтобы события позволили успешное его проведение. […] Но самому себе я всё же должен признаться, должен довести свою мысль до конца: попытаться провести этот опыт нужно было именно в России; думается, что Россия от этого может выиграть больше, чем мы (во всяком случае она меньше проиграет). К тому же я сомневаюсь, чтобы тот общественный строй, который она пытается у себя установить, был бы желателен для нашего народа, разве что в радикально изменённом виде.

Летом 1936 года Жид посетил Советский Союз; всё оказалось не так, как ему представлялось. Своими впечатлениями он поделился в опубликованном в конце того же года очерке «Возвращение из СССР» (фр. Retour de l’URSS), в котором отметил отсутствие свободы мысли, жёсткий контроль за литературой и общественной жизнью, некоторые пугающие черты нового советского человека. В письме к другу он, в частности, писал:

[…] малейший протест или критика приводят к строжайшему наказанию и мгновенно подавляются. Не думаю, что в какой-либо другой стране мира, даже в гитлеровской Германии, свобода мысли более задавлена страхом и насилием власти.
Оригинальный текст (фр.)
... la moindre protestation, la moindre critique est passible des pires peines, et du reste aussitôt étouffée. Et je doute qu'en aucun autre pays aujourd'hui, fût-ce sans l'Allemagne de Hitler, l'esprit soit moins libre, plus courbé, plus craintif (terrorisé), plus vassalisé.

Наряду с этим в очерке было немало тёплых слов по адресу простых советских людей, восхищения самоотверженностью строек, нашла своё отражение и широко распространённая в те годы на Западе идеализация Сталина. Но даже такая осторожная критика вызвала недовольство «друзей СССР», в том числе Ромена Роллана и Лиона Фейхтвангера, написавшего в противовес Жиду книгу «Москва. 1937».
Жид ответил критикам гораздо более резким в отношении сталинского режима очерком «Поправки к моему „Возвращению из СССР“» (фр. Retouches à mon Retour de l'U.R.S.S), изданным в 1937 году. «Я просветился, — писал он, — уже после того, как была написана книга об СССР. Ситрайн, Троцкий, Мерсье, Ивон, Виктор Серж, Легей, Рудольф и многие другие снабдили меня документами. То, что я в них нашёл и о чём только смутно догадывался, подтвердило и усилило мои выводы. Пришло время для Коммунистической партии Франции открыть глаза, чтобы перестали ей лгать. Или, если сказать по-другому, чтобы трудящиеся поняли, что коммунисты их обманывают так же, как их самих обманывает Москва».
Имя писателя попало в СССР под запрет, его книги не издавались вплоть до «перестройки».

### Частная жизнь

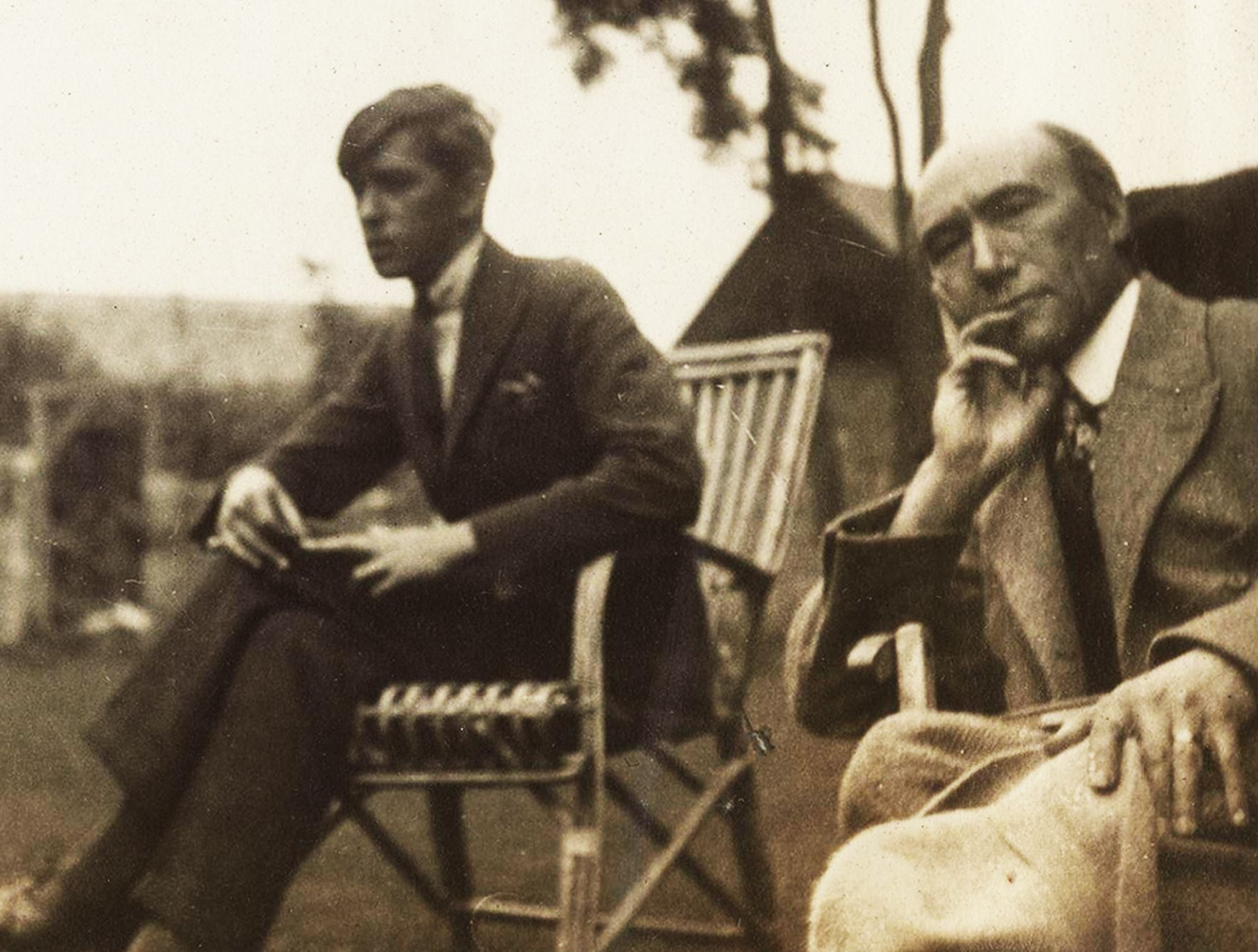
Марк Аллегре и Андре Жид в 1920 году

В 1893 году, после тяжёлого заболевания лёгких (с подозрением на туберкулёз), Андре Жид с целью лечения отправился в Северную Африку; здесь писатель осознаёт свою гомосексуальность. Впечатления от путешествий по Африке (1893, 1895) нашли своё отражение в повести «Имморалист», увидевшей свет в 1902 году.
Осознание своей гомосексуальности — на фоне любви к Мадлен Рондо — встревожило Жида, и в 1895 году он обращался по этому поводу к врачу. Врач обещал, что после вступления в брак всё придёт в норму, но этого не случилось.
В конце 1910-х годов Жид находился в состоянии «холодной войны» с другим кумиром молодёжи, Жаном Кокто, из-за юного Марка Аллегре, принимавшего ухаживания обоих литераторов. Сложные многолетние отношения с Аллегре, ставшим впоследствии известным режиссёром, нашли отражение в романе Жида «Фальшивомонетчики» (1925), который считается самым значительным его произведением; главного героя, писателя Эдуара, автор наделил многими собственными чертами.
Ещё в 1911 году Жид написал трактат «Коридон», где доказывал, что гомосексуальность — не психическое отклонение, а естественная форма человеческой сексуальности, свойственная наиболее культурно и эстетически развитым обществам, нашедшая отражение в величайших произведениях искусства — от Гомера и Вергилия до Шекспира и Микеланджело. Публикация трактата во Франции в 1924 году спровоцировала общественный скандал, Жид подвергся обструкции даже со стороны друзей.
Вместе с тем Андре Жид через всю жизнь пронёс глубокое чувство к своей жене; драматические отношения с ней послужили исходным материалом для многих произведений писателя, в том числе для «Имморалиста» и «Плохо прикованного Прометея», им посвящена повесть «Тесные врата», которую критики считают самым совершенным из его сочинений, и опубликованная уже после смерти Жида история его семейной жизни — «И ныне пребывает в Тебе». Но эта любовь так и осталась платонической — из-за невротического страха Мадлен перед физической близостью.

## Творчество
Андре Жид начинал как символист, поклонник Стефана Малларме, но уже в 1894 году, по возвращении из Африки, разошёлся с символистами (этот разрыв ознаменовали «Топи», изданные в 1895 году), увлёкся поэзией У. Уитмена и философией Ф. Ницше; глубоким и долговременным оказался его интерес к творчеству Ф. М. Достоевского, и сам Жид своими статьями и публичными лекциями, в 1923 году составившими его книгу «Достоевский», немало способствовал популяризации творчества русского писателя во Франции. К каким бы направлениям ни относили его в дальнейшем (чаще всего к модернизму), красной нитью через всё творчество Жида проходит тема завоевания индивидуальной свободы, в том числе свободы от условностей и предрассудков. Творчество Жида оказало значительное влияние на французских писателей предвоенного и послевоенного времени, в том числе на экзистенциалистов, и прежде всего Альбера Камю и Жана-Поля Сартра. В 1947 году Шведская академия присудила Жиду Нобелевскую премию по литературе «за глубокие и художественно значимые произведения, в которых человеческие проблемы представлены с бесстрашной любовью к истине и глубокой психологической проницательностью». В том же году он стал почётным доктором Оксфордского университета.

### Избранные сочинения
- Записные книжки Андре Вальтера (Les Cahiers d’André Walter), 1890
- Трактат о Нарциссе (Le Traité du Narcisse), 1891
- Стихотворения Андре Вальтера (Les Poésies d’André Walter), 1892
- Путешествие Уриана (Le Voyage d’Urien), 1893
- Опыт любви (La Tentative amoureuse ou Le Traité du vain désir), 1893
- Топи (Paludes), 1895
- Яства земные (Les Nourritures terrestres), 1897
- Саул (пьеса), 1898
- Плохо прикованный Прометей (Le Prométhée mal enchaîné), 1899
- Имморалист (L’Immoraliste), 1902
- Поводы. Размышления о некоторых вопросах литературы и морали (сборник эссе), 1903
- Тесные врата (La Porte étroite), 1909
- Коридон. Четыре сократических диалога (Corydon. Quatre dialogues socratiques), 1911
- Изабелла (Isabelle), 1911
- Подземелья Ватикана (Les Caves du Vatican), 1914.
- Пасторальная симфония (La Symphonie pastorale), 1919
- Достоевский (Dostoïevsky, статьи и лекции), 1923
- Фальшивомонетчики (Les Faux-Monnayeurs), 1925
- Путешествие в Конго (Voyage au Congo), 1927
- Возвращение из Чада (Le Retour du Tchad), 1928
- Робер (Robert), 1930
- Эдип (Œdipe), 1931
- Женевьева (Geneviève), 1936
- Возвращение из СССР (Au retour de l’URSS), 1936
- Поправки к моему «Возвращению из СССР» (Retouches à mon Retour de l’U.R.S.S.), 1937
- Тесей (Thésée), 1946
- Осенние листья(Feuillets d’automne, сборник эссе), 1949
- Дневник (Journal), 1939, 1946, 1950
- И ныне пребывает в Тебе (Et nunc manet in te)